# Grabušić
Grabušić falu Horvátországban, Lika-Zengg megyében. Közigazgatásilag Udbinához tartozik.

## Fekvése
Korenicától légvonalban 6 km-re, közúton 11 km-re délre, községközpontjától légvonalban 18 km-re, közúton 25 km-re északra, a Korbavamező északkeleti szélén, az 1-es számú főúttól nyugatra fekszik. A főúttól egy 3 km-es bekötőúton közelíthető meg.

## Története
A település elődje már a középkorban is létezett. Erre utalnak a D1-es főúttól északnyugatra 200 méterre, a Banovići településrészen, a „Gradina” nevű enyhe magaslat keleti lejtőin, a „Crkvina” nevű helyen található vakolatnyomok. Bár a helyszín részben lapos fennsíkon fekszik, a felszínen az ásással és a kőfejtéssel egyenetlenségek keletkeztek. A helyi utat és a Crkvinát elválasztó szárazon rakott kőfal mellett két sírkőlapot is találtak. A sírkőtábláktól kissé északra a felszínen meg lehet különböztetni egy kevésbé megmunkált kődarabot, amely az oromzatos sírkövek közé tartozhat. Mind a Crkvina helynév, mint sírkövek egy középkori település itt állt templomára és temetőjére engednek következtetni.
1857-ben 389, 1910-ben 590 lakosa volt. A trianoni békeszerződés előtt Lika-Korbava vármegye Korenicai járásához tartozott. Ezt követően előbb a Szerb-Horvát-Szlovén Királyság, majd Jugoszlávia része lett. 1991-ben lakosságának 98 százaléka szerb nemzetiségű volt, akik a bjelopoljei parókiához tartoztak. A falunak 2011-ben 66 lakosa volt.

## Lakosság
| Lakosság változása | Lakosság változása | Lakosság változása | Lakosság változása | Lakosság változása | Lakosság változása | Lakosság változása | Lakosság változása | Lakosság változása | Lakosság változása | Lakosság változása | Lakosság változása | Lakosság változása | Lakosság változása | Lakosság változása | Lakosság változása |
| ------------------ | ------------------ | ------------------ | ------------------ | ------------------ | ------------------ | ------------------ | ------------------ | ------------------ | ------------------ | ------------------ | ------------------ | ------------------ | ------------------ | ------------------ | ------------------ |
| 1857               | 1869               | 1880               | 1890               | 1900               | 1910               | 1921               | 1931               | 1948               | 1953               | 1961               | 1971               | 1981               | 1991               | 2001               | 2011               |
| 389                | 456                | 462                | 594                | 611                | 590                | 596                | 386                | 280                | 281                | 254                | 184                | 147                | 126                | 88                 | 66                 |